# 通庆里
通庆里是始建于1913年的中西合璧风格民用住宅建筑群，坐落在南开区古文化街北端东侧，为重点保护等级历史风貌建筑。现作为古文化街的一部分为旅游和商业使用。

## 历史
通庆里始建于清末民初，原为一片平房，后来，商人郑元里购买这块地皮后拆除了原有平房并兴建通庆里。原通庆里曾作为银号使用，后来成为居民住房，在整修之前，曾住有72家居民。在2003年的天津海河综合开发以及古文化街改造过程中被天津房产总公司发现并于2004年根据“恢复功能、修旧如故”的原则将其保留和恢复了其建筑特色。

## 建筑特点
通庆里建筑面积为2600平方米，为十个独立的院落串联成的中式里巷。这里的每座建筑在里巷的出入口处均建有过街楼，楼口上端镶有和蝴蝶状的镂空木雕寓意“通达吉庆”。每个院落内均建有两座二层砖木结构青砖楼房，屋顶为坡状，建筑首层和二层均设有开敞式外廊。建筑融合了中国传统建筑元素中的里巷式布局和西洋建筑中的单体建筑结构，是一座具有折中主义建筑风格的大型民居式住宅。

## 浮雕
在2003年的天津海河综合开发以及古文化街改造过程中，天津房产总公司在通庆里建筑群的局部墙壁上增加了六幅浮雕，内容分别为：东侧入口为“《黄大门》浮雕”、和“潞河督运图浮雕”；西侧入口为：“文明娶亲浮雕”、“天津卫俏皮话写真浮雕”、“踩高跷浮雕”和“闹龙舟浮雕”。